# Список эпизодов сериала «Смертельная битва: Наследие»
«Смертельная битва: Наследие» (англ. Mortal Kombat: Legacy) — американский веб-сериал, который в настоящее время транслируется на канале Machinima.com в YouTube. Первый эпизод был загружен 11 апреля 2011 года.  С этого момента все выпуски публиковались еженедельно, а премьера заключительного эпизода состоялась два месяца спустя на Comic Con 2011. Сериал, поставленный Кевином Танчароеном, основан на серии игр Mortal Kombat, созданной Эдом Буном и Джоном Тобиасом.

## Список сезонов
| Сезон | Сезон | Количество эпизодов | Премьера сезона               | Дата релиза Blu-ray |       |
| Сезон | Сезон | Количество эпизодов | Премьера сезона               | Дата релиза Blu-ray | Диски |
| ----- | ----- | ------------------- | ----------------------------- | ------------------- | ----- |
|       | 1     | 9                   | 11 апреля 2011 — 24 июля 2011 | 8 ноября 2011       | 1     |
|       | 2     | 10                  | 26 сентября 2013              | 21 ноября 2013      | N/A   |

## Список эпизодов

### Сезон 1 (2011)
| # | № эпизода | Название                                                               | Режиссёр       | Сценарист                                 | Дата премьеры       | Код серии | Время |
| --- | --------- | ---------------------------------------------------------------------- | -------------- | ----------------------------------------- | ------------------- | --------- | ----- |
| 1 | 1         | «Джакс, Соня и Кано (часть 1)» (англ. «Jax, Sonya, and Kano (Part 1)») | Кевин Танчарен | Кевин Танчарен Тодд Хелбинг Аарон Хелбинг | 12 апреля 2011 года | TBA       | 12:25 |
| Действие происходит на неизвестном заводе, где банда «Чёрных драконов» транспортирует оружие для продажи. За всем процессом следит главарь банды — Кэно. Он осматривает ящики, в одном из которых находит «красный глаз». Рабочий объясняет ему принцип действия оружия, но Кэно говорит, что уже знает это, и велит рабочим работать быстрее. На завод уже проникла Соня Блейд. Она проследила за процессом транспортировки, сняв его на видео. После чего она сообщает Джаксу, что нашла Кэно. После действие переносится на заседание «Специальных сил», где Страйкер объясняет ситуацию. Но его перебивает Джакс, говоря, что они не должны бросать людей (имея в виду Соню). Страйкер говорит, что они не знают точно, там она или нет. Но Джакс решает сам спасти Соню. Но Соню уже схватили и держат в подвале завода. К ней приходит Кэно, чтобы «посмеяться» над её беспомощностью. Он объясняет ей, что то видео, что она отправила, не передалось. Поэтому он отправил его повторно. А когда отряд явится на место, то оружия не будет, а Соню они найдут мёртвой. Тем временем отряд «Специальных сил» уже проник на завод. Но они попадают в засаду, в результате чего начинается бойня. Джакс настигает Кэно, но он убегает. Джакс догоняет его и завязывается драка. Джакс побеждает, но Кэно выхватывает миномёт и пытается убить Джакса. В ходе битвы миномёт стреляет в пол, а оба противника отпрыгивают в стороны. Из-за взрывов цепь, на которой висела Соня, ослабла и она легко избавляется от оков и уходит. |           |                                                                        |                |                                           |                     |           |       |
| 2 | 2         | «Джакс, Соня и Кано (часть 2)» (англ. «Jax, Sonya, and Kano (Part 2)») | Кевин Танчарен | Кевин Танчарен Тодд Хелбинг Аарон Хелбинг | 19 апреля 2011 года | TBA       | 9:08  |
| Продолжение первого эпизода. Соня бежит из плена. Найдя пистолет, она добивает остатки банды. После этого она отправляется в комнату охраны. При помощи камер наблюдения она находит Джакса и Кэно. Тем временем они опять сходятся в поединке. Кэно побеждает, но Джакс находит в себе силы и одолевает Кэно. В приступе неимоверной ярости он наносит Кэно удар огромной силы, выбивая ему глаз. Соня находит Джакса, но Кэно перед тем, как потерять сознание, кидает гранату. Джакс и Соня не успевают убежать. После этого действие происходит в больнице. Соня очнулась после взрыва. Рядом с ней сидел Страйкер. Насчёт Кэно он ничего не знал. Он только сказал Соне, что Джакс спас её, накрыв своим телом. Но осколок повредил его спину, что грозит отказом рук. После этого, на том же заводе, санитары приносят Кэно в операционную. Ему удаляют остатки плоти вокруг глаза. Затем ему ставят «красный глаз», закрепив его металлической пластиной. Энергия подаётся в глаз, и Кэно приходит в себя. |           |                                                                        |                |                                           |                     |           |       |
| 3 | 3         | «Джонни Кейдж» (англ. «Johnny Cage»)                                   | Кевин Танчарен | Кевин Танчарен Тодд Хелбинг Аарон Хелбинг | 26 апреля 2011 года | TBA       | 11:48 |
| В данном эпизоде рассказываются основные моменты из карьеры Джонни Кейджа. Сперва демонстрируются старые записи, где Джонни, будучи ещё школьником, участвует в различных соревнованиях по восточным боевым искусствам. Затем рассказывается о том, как Джонни из простого чемпиона стал актёром и звездой больших экранов. Попутно берутся интервью у различных людей: знакомых и друзей Джонни, его тренеров и телевизионного продюсера. После этого действие происходит в настоящее время. Показывается рекламный ролик нового фильма с участием Кейджа. Сам он в восторге от увиденного, но продюсеру это не нравится. Он уверен, что время Джонни прошло и нужны новые идеи. После этого Джонни уходит со съёмочной площадки. Но по пути он замечает, что в гримёрной сидит актриса, которая должна заменить Кейджа. Поняв, что его просто кинули, Джонни срывается и устраивает драку. После, поняв, что натворил, Джонни уходит. Но неожиданно свет гаснет и всё вокруг застывает. К Джонни подходит таинственный человек, который предлагает ему «решение всех его проблем». |           |                                                                        |                |                                           |                     |           |       |
| 4 | 4         | «Китана и Милина (часть 1)» (англ. «Kitana & Mileena (Part 1)»)        | Кевин Танчарен | Тодд Хелбинг Аарон Хелбинг                | 3 мая 2011 года     | TBA       | 9:10  |
| В данном эпизоде рассказываются судьба мира Эдении после того, как её бойцы проиграли 10 «Смертельных битв» подряд. После десятого проигрыша самопровозглашённый император Внешнего мира начал вторжение в Эдению и объединение её с Внешним миром. Возглавил атаку Барака — один из генералов Шао Кана. Король Эдении Джеррод попытался укрыть в убежище свою супругу Синдел и их новорожденную дочь Китану, но не успел. Сам он был убит Баракой, а Синдел стала супругой Шао Кана. Шао Кан удочерил Китану, но поскольку он не был уверен в её будущей лояльности, то по его приказу Шан Цзун создал её клона Милину — получеловека-полутаркатана. Синдел вскоре покончила с собой, но объединив свою душу с душой своей дочери для того, чтобы однажды та узнала всю правду. Время шло, Китана и Милина росли и тренировались как бойцы, постоянно соперничая друг с другом. Милина очень стеснялась своей таркатанской части, втайне завидуя красавице Китане. |           |                                                                        |                |                                           |                     |           |       |
| 5 | 5         | «Китана и Милина (часть 2)» (англ. «Kitana & Mileena (Part 2)»)        | Кевин Танчарен | Тодд Хелбинг Аарон Хелбинг                | 16 мая 2011 года    | TBA       | 8:30  |
| Китана и Милина постоянно тренировались, устраивая спарринги под присмотром Шао Кана. Но это не приносило пользы. Удары, которые они наносили друг другу, лишь делали их злее, а оттого — отдаляли «сестёр» друг от друга. Шао Кан отправляет Китану и Милину на дело, которое он начал очень давно. Они убивали всех, кто мог помешать правлению Императора. Но ещё тщательнее они убивали тех, кто мог рассказать о предательстве Кана. Одним из таких являлся бывший король Эдении и отец Китаны — король Джарэд. Но чем больше Китана убивала, тем больше у неё появлялось риторических вопросов. Один за другим Китана и Милина убивали двойников Джарэда, пока наконец Шао Кан не выследил его самого. Он отправил Китану и Милину убить его, сказав, что провал данного задания понесёт тяжкие последствия. Китана добралась до Джарэда. Он узнал её, назвав по имени и сказав, что она очень похожа на королеву, но наверняка не помнит отца. Китана сказала, что её мать мертва, а её отец — Шао Кан. Тогда Джарэд понял, в чём дело, и решил открыть Китане правду. Но он не успел сказать всё. Милина, вышедшая из-за укрытия, убила его. Китана решает узнать правду и отправляется в старые части замка, где она находит свою кровать. В это время душа Синдел передаёт дочери все воспоминания, и Китана узнаёт истину. Тем временем Шао Кан решает использовать «дочерей», как бойцов в новом турнире, который будет устроен в Земном Царстве.                                                                        |           |                                                                        |                |                                           |                     |           |       |
| 6 | 6         | «Рэйден» (англ. «Raiden»)                                              | Кевин Танчарен | Тодд Хелбинг Аарон Хелбинг                | 16 мая 2011 года    | TBA       | 12:57 |
| В данном эпизоде рассказывается история Рэйдена. В одну из гроз, на территорию лечебницы для душевнобольных — Велливью, попадает молния, которая и оказывается Рэйденом. Утром его находит Блю — одна из пациентов лечебницы. Рэйден пытается выбраться из лечебницы, но его удерживают. На протяжении трёх месяцев Рэйдена считают душевнобольным с отклонениями в психике, так как он рассказывал о порабощении Земли Шао Каном и о турнире «Смертельная битва». Он просит о помощи Блю, которая должна убить его, чтобы он смог покинуть это место, но она отказывается. Однажды Рэйден вновь пытается выбраться. Тогда для его усмирения сотрудники используют Тазеры, но и это не помогает. Тогда главный врач достаёт транквилизатор и стреляет им Рэйдену в голову. Рэйден приходит в себя. Рядом с ним стоит Блю. Она, наконец, верит Рэйдену и собирается выполнить его просьбу. Она убивает Рэйдена, и он исчезает. Позже он вновь появляется, но уже где-то в Китае. Он берёт у одного из китайцев шляпу и отправляется в путь. |           |                                                                        |                |                                           |                     |           |       |
| 7 | 7         | «Скорпион и Саб-Зиро (часть 1)» (англ. «Scorpion & Sub Zero (part 1)») | Кевин Танчарен | Кевин Танчарен                            | 23 мая 2011 года    | TBA       | 10:51 |
| В этом эпизоде рассказывается история Скорпиона. Эпизод начинается с того, что Хандзо Хасаси (Скорпион) убегает от кого-то в лесу. Он осматривается, но в этот момент он получает удар в спину. Это оказывается Дзюбэй — его сын. Дзюбэй также хочет стать генералом клана, как отец, на что Хандзо говорит, что приложит все усилия для того, чтобы Дзюбэй получил место в клане. В это время в деревне Хандзо идёт процесс к приёму Сёгуна. Хандзо обедает со своей семьёй. Дзюбэй рассказывает матери, что Хандзо пообещал ему место в клане, но она не уверена, что это нужно их сыну. Тем временем Хандзо сообщают, что лорд Рюк прибыл во дворец и требует присутствия Хандзо. Хасаси понимает, что что-то не так. Он надевает свой костюм и отправляется во дворец через лес. А в это время воины клана Лин Куэй приходят в деревню Хандзо, где убивают его жену. Сам Хандзо видит в лесу человека, сидящего в кресле. Он не понимает, кто это, но чувствует присутствие кого-то ещё. Он оборачивается и видит Би Хана (Саб-Зиро). Он говорит Хасаси, что он убил Сёгуна, а деревня и клан Хандзо скоро будут уничтожены. |           |                                                                        |                |                                           |                     |           |       |
| 8 | 8         | «Скорпион и Саб-Зиро (часть 2)» (англ. «Scorpion & Sub Zero (part 2)») | Кевин Танчарен | Кевин Танчарен                            | 30 мая 2011 года    | TBA       | 8:09  |
| Скорпион вступает в бой с Саб-Зиро. Оба бойца активно используют свои умения, но Скорпион всё же побеждает Саб-Зиро. Он бежит в свою деревню, которую находит в разрухе. Все его братья, а также жена и сын убиты и заморожены. Хандзо не может сдержать слёз. В этот момент к нему подходит Саб-Зиро и протыкает его ледяным кинжалом, сказав, что теперь Сирай Рю навсегда пал. После этого он замораживает Скорпиона. Затем приходит Шан Цзун, который докладывает о завершении дела. Саб-Зиро готов выполнить то, для чего они пришли. После этого он восстанавливает истинный облик — маг Куан Чи. Он предлагает Скорпиону искупление, возможность отомстить и покой после смерти, если он сразится на турнире «Смертельная битва» за другое королевство. Тело Хандзо начинает гореть, после чего его глаза становятся полностью белыми. Теперь он просит называть его Скорпион. |           |                                                                        |                |                                           |                     |           |       |
| 9 | 9         | «Сектор и Сайрекс (часть 1)» (англ. «Sektor & Cyrax (part 1)»)         | Кевин Танчарен | Кевин Танчарен                            | 24 июля 2011 года   | TBA       | 10:26 |
| Сектор и Сайрекс — лучшие воины в клане Лин Куей. Грандмастер избрал их для нового высокотехнологичного проекта. Но Сайрекс не очень хочет этого, в отличие от Сектора. На фургоне их отвозят на заброшенный склад, в котором им устроили проверку способностей, устроив спарринг против двух неизвестных бойцов. С помощью камеры за боем наблюдали Грандмастер, Кано и доктор, возглавлявший проект. Когда оба воина покончили с противниками, те приняли свой истинный облик — облик киборгов. Сайрекс отрывает одному из них голову и швыряет её в камеру, что вызывает смех у Кано. Грандмастер велит начать процесс кибернетизации по «Фазе 1». У обоих убийц заменяют все внутренности, а также отрезают эмоциональные каналы, что не даёт им чувствовать. Затем им вживляют прочные и лёгкие имплантаты, а также снабжают вооружением. После этого на них надевают броню, что является завершающим этапом в процессе. Доктор уверяет Грандмастера, что LK-4D4 и LK-9T9 — совершенные киборги-убийцы. Но Грандмастер решает устроить им проверку боем. Сектор и Сайрекс сражаются против Гидро — другого киборгизированного воина клана. В процессе боя происходит настройка программ киборгов через компьютеры. В конце концов, Сайрекс и Сектор побеждают Гидро, а сам Сайрекс добивает его. Это доказало Грандмастеру то, что они полностью готовы. |           |                                                                        |                |                                           |                     |           |       |

### Сезон 2 (2013)
| #  | № эпизода | Название                                                                     | Режиссёр       | Сценарист                                 | Дата премьеры         |
| -- | --------- | ---------------------------------------------------------------------------- | -------------- | ----------------------------------------- | --------------------- |
| 10 | 1         | «Воссоединение в Макао» (англ. «Reunited in Macau»)                          | Кевин Танчарен | Кевин Танчарен Джон Бэйзер Маршал Джонсон | 26 сентября 2013 года |
| 11 | 2         | «Падение Лю Кенга» (англ. «The Fall of Liu Kang»)                            | Кевин Танчарен | Кевин Танчарен Джон Бэйзер Маршал Джонсон | 26 сентября 2013 года |
| 12 | 3         | «История Кенши» (англ. «Kenshi's Origin»)                                    | Кевин Танчарен | Кевин Танчарен Джон Бэйзер Маршал Джонсон | 26 сентября 2013 года |
| 13 | 4         | «Кенши встречает Эрмака» (англ. «Kenshi Encounters Ermac»)                   | Кевин Танчарен | Кевин Танчарен Джон Бэйзер Маршал Джонсон | 26 сентября 2013 года |
| 14 | 5         | «Китана и Милина» (англ. «Kitana & Mileena»)                                 | Кевин Танчарен | Кевин Танчарен Джон Бэйзер Маршал Джонсон | 26 сентября 2013 года |
| 15 | 6         | «Джонни Кейдж» (англ. «Johnny Cage»)                                         | Кевин Танчарен | Кевин Танчарен Джон Бэйзер Маршал Джонсон | 26 сентября 2013 года |
| 16 | 7         | «Скорпион и Саб-Зиро II (часть 2)» (англ. «Scorpion & Sub Zero II (part 1)») | Кевин Танчарен | Кевин Танчарен Джон Бэйзер Маршал Джонсон | 26 сентября 2013 года |
| 17 | 8         | «Скорпион и Саб-Зиро II (часть 2)» (англ. «Scorpion & Sub Zero II (part 2)») | Кевин Танчарен | Кевин Танчарен Джон Бэйзер Маршал Джонсон | 26 сентября 2013 года |
| 18 | 9         | «Лю Кенг» (англ. «Liu Kang»)                                                 | Кевин Танчарен | Кевин Танчарен Джон Бэйзер Маршал Джонсон | 26 сентября 2013 года |
| 19 | 10        | «Лю Кенг и Кунг Лао» (англ. «Liu Kang and Kung Lao»)                         | Кевин Танчарен | Кевин Танчарен Джон Бэйзер Маршал Джонсон | 26 сентября 2013 года |